# Friedeburgerhütte
Friedeburgerhütte is een plaats en voormalige gemeente in de Duitse deelstaat Saksen-Anhalt, en maakt deel uit van de Landkreis Mansfeld-Südharz.
Friedeburgerhütte telt 256 inwoners.